# Limbo (videojuego)
Limbo es un videojuego de lógica y plataformas desarrollado por la compañía independiente danesa Playdead y estrenado en 2010 para Xbox Live Arcade. La trama describe las vivencias de un niño mientras busca a su hermana en un entorno siniestro.
Su desarrollo comenzó entre 2004 y 2006, con recursos sufragados primordialmente por el Nordic Game Program y por los fundadores de Playdead, Arnt Jensen y Dino Christian Patti. El equipo responsable de su desarrollo estuvo conformado hasta por dieciséis desarrolladores al incluir a personal independiente; Martin Stig Andersen se encargó de producir los efectos de sonido, mientras que Jeppe Carlsen fue el responsable del diseño de los puzles.
Tras su lanzamiento, obtuvo críticas mayormente positivas que destacaron sus gráficos monocromáticos, sonidos ambientales y mecánica de juego minimalista —que lo llevaron a ser catalogado como un «videojuego artístico»—, aunque hubo opiniones desfavorables primordialmente en relación con su corta duración y carencia de narrativa. En cuanto a su recepción comercial, se vendieron más de un millón de copias en su primer año de distribución, y fue el tercer juego más vendido en Xbox Live Arcade en ese mismo período. Ciertos medios y analistas lo catalogaron como uno de los mejores videojuegos de 2010, y recibió numerosos premios y nominaciones por sus logros visuales y sonoros, inclusive desde antes de su estreno. Su éxito llevó a la producción de versiones para otras consolas y sistemas de juego, así como del juego Inside, sucesor espiritual de Limbo que incluye ciertos elementos descartados durante el desarrollo de este último.

## Argumento
El personaje principal es un niño que despierta en un bosque, en el «borde del infierno», y cuya misión es encontrar a su hermana perdida. En el camino se encuentra con cadáveres y es atacado por otras personas, aunque algunas huyen al verlo. En cierto momento el niño vislumbra la silueta de una niña que se desvanece antes de alcanzarla. Más adelante, el bosque cambia de apariencia hasta lucir como una ciudad en ruinas. Una vez que el jugador descifra el puzle final, el personaje se lanza sobre un panel de vidrio y es trasladado de vuelta al bosque. Tras caminar un poco se encuentra de nuevo a la niña, que se asusta al verlo y el juego acaba de forma abrupta.

### Temáticas
Limbo guarda semejanzas con el cine negro y el cine mudo por su presentación visual y sonora, en donde el peso de la historia recae en sus gráficos monocromáticos, técnicas de enfoque e iluminación. Incluso pueden observarse características reminiscentes del cine expresionista alemán en el diseño de sus niveles, así como la influencia de obras de Lotte Reiniger, Edward Gorey, Fritz Lang y Tim Burton.
La ausencia de cinemáticas o recursos narrativos representa una metáfora de la «búsqueda de compañía», en donde los escasos encuentros del protagonista con otros humanos funcionan como «piedras angulares emocionales» que conducen la trama, y le conceden una «profusa humanidad» al juego. Lo anterior permite que el jugador contraste por sí mismo conceptos como «la muerte frente a la vida, y la realidad frente el sueño». Algunos críticos percibieron que si bien hacia la segunda mitad del juego ciertos elementos pierden significancia, estos sirven de precedente a una revelación final inesperada. El hecho de que el personaje termine su viaje justo en el mismo lugar donde comenzó es comparable con el significado religioso del limbo o el purgatorio, por lo que puede considerarse que el personaje viaja a través del infierno para alcanzar el cielo, o bien para asumir la muerte de su hermana o la de ambos.

## Modo de juego

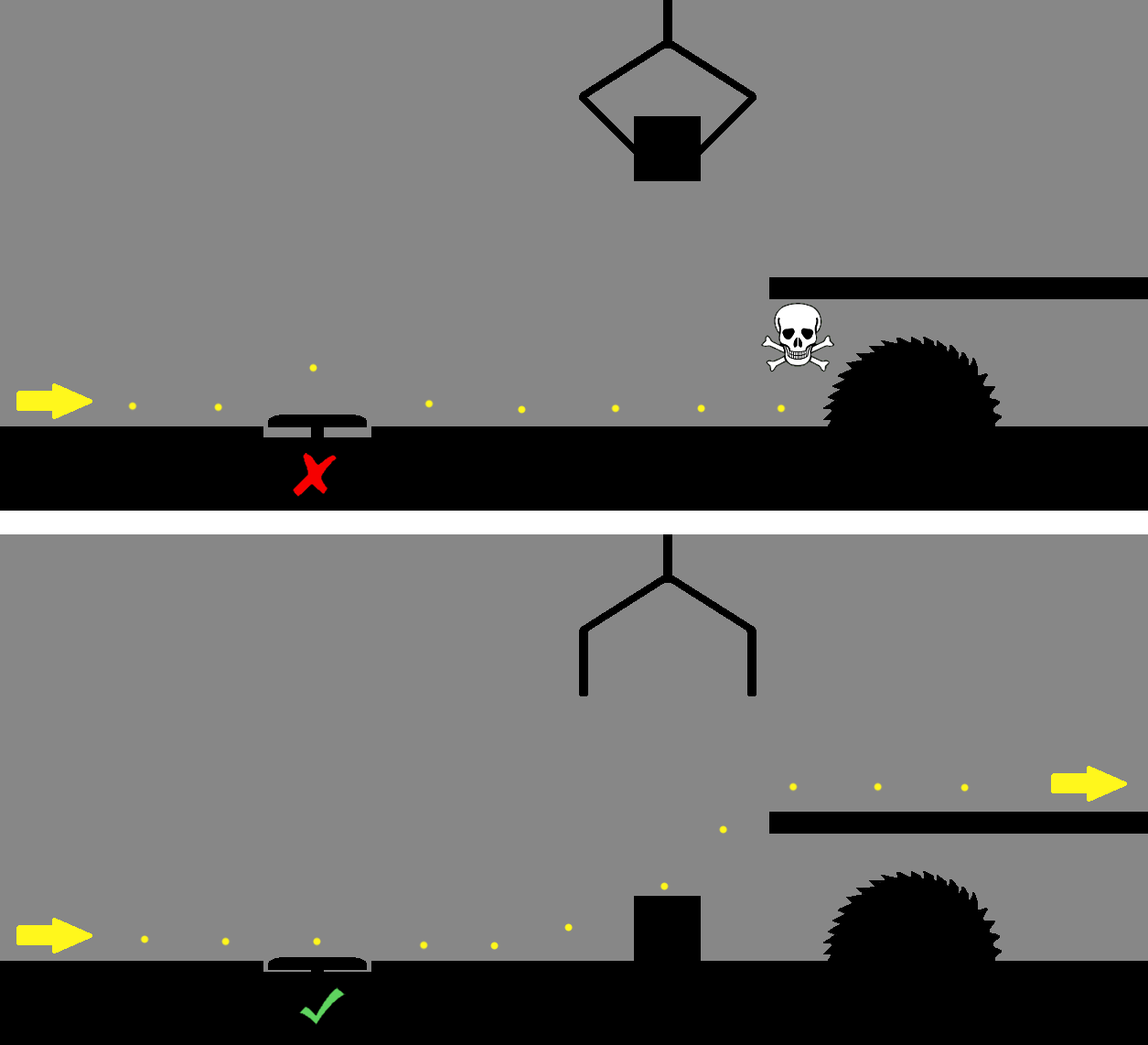
Resolución de un puzle de Limbo.

Limbo está conformado de 24 niveles o capítulos y, al igual que en la mayoría de los juegos de plataformas de dos dimensiones, el personaje puede desplazarse hacia la izquierda o a la derecha, saltar, trepar por salientes, subir y bajar escaleras, y empujar o jalar ciertos objetos. Sus gráficos son generalmente oscuros y grises, y están acompañados de efectos de sonido minimalistas que le confieren una atmósfera «misteriosa e inquietante». La estética sombría también permite que ciertos obstáculos y criaturas permanezcan ocultos, como es el caso de una trampa para osos y unos gusanos relucientes que, al sujetarse de la cabeza del niño, restringen sus movimientos. Para eliminarlos, el jugador debe localizar y hacer que el personaje entre en contacto con alguna fuente de luz.
A partir de la segunda mitad del juego se presentan puzles y trampas que requieren el uso de componentes mecánicos, así como de electromagnetismo o gravedad. No obstante, varios de estos impedimentos aparecen o se activan en el momento en que el jugador interactúa con ellos, ocasionando la muerte del personaje. El juego permite regresar al último punto de control guardado y no existen restricciones en la cantidad de veces que el jugador puede reiniciar una partida. Por tal motivo los desarrolladores del juego lo catalogaron como un título de «prueba y muerte». Ciertos objetos deben ser usados por el personaje para progresar en el juego; por ejemplo, la trampa para osos es útil para luchar contra una araña. Las secuencias animadas que muestran la desmembración o decapitación del personaje, como resultado de una acción errónea por parte del jugador, pueden ser desactivadas mediante una opción que oscurece la pantalla justo en el momento en que el personaje muere. Otros elementos opcionales son los logros de juego que consisten en encontrar huevos de insecto que sirven para completar el juego con una menor cantidad de muertes.
La versión publicada para la consola PlayStation 3 incluye un nuevo nivel al que se accede desde la gruta del trofeo «Solo en la Oscuridad», una vez hallados todos los huevos de insecto. El nivel presenta una mayor dificultad que el resto y se desarrolla en una oscuridad casi absoluta, por lo que el jugador debe guiarse a través de mínimas referencias visuales y de los efectos de sonido. Acaba en uno de los ascensores de las fases normales y otorga un trofeo de oro al ser completado.

## Producción
| Dirección               | Arnt Jensen Dino Christian Patti                                |
| Producción              | Mads Wibroe                                                     |
| Diseño principal        | Jeppe Carlsen                                                   |
| Arte                    | Morten C. Bramsen                                               |
| Animación de personajes | Thomas Krog                                                     |
| Guion                   | Peter Buchardta Laurids Thalund Jakob Hanssona Steven Gjelstrup |
| Referencia              | [ 32 ]                                                          |

### Antecedentes y financiación
Arnt Jensen concibió Limbo aproximadamente en 2004 mientras trabajaba como artista conceptual en IO Interactive. En aquel momento se sentía incómodo con la naturaleza corporativa de la empresa, y dibujó el bosquejo de un «lugar secreto» que continuó desarrollando en forma de videojuego. Si bien trató de programarlo en Visual Basic, se dio cuenta de que iba a necesitar el apoyo de otro programador. Para dar a conocer su proyecto creó un tráiler y lo subió a Internet en 2006, atrayendo un notable interés. Le permitió conocer a Patti, que compartía su insatisfacción con el empleo que tenía en aquel entonces. Juntos establecieron la compañía Playdead y Patti se encargó de la programación del juego por algunos meses. No obstante, se percató de lo ambicioso que resultaba el proyecto y de la necesidad de obtener un mayor financiamiento.
El desarrollo inicial era sufragado con fondos de Jensen y Patti, y concesiones del gobierno danés a través del Nordic Game Program, un programa que estuvo vigente entre 2009 y 2015 y era destinado al financiamiento de videojuegos. Otros inversionistas se fueron sumando conforme transcurría la producción. Los fundadores de Playdead explicaron que su rechazo al involucramiento de otras desarrolladoras se debía a que querían mantener el control creativo durante el desarrollo. Aunque Jensen tenía pensado destinarlo como juego gratuito para Microsoft Windows, luego cambió de parecer. Desde el comienzo, la producción debió ajustarse a la visión original de Jensen para el juego, razón que les llevó a ignorar ciertas recomendaciones realizadas por la crítica e inversionistas como la adición de una modalidad multijugador, la posibilidad de ajustar el nivel de dificultad, y aumentar la extensión del juego. Al enterarse de que uno de los inversionistas había «sugerido que le pusiéramos un bigote al niño para que luciera mayor», Patti concluyó que estos «trataban de controlar la empresa sin conocimientos útiles ni respeto [a su trabajo]».

### Diseño y gráficos

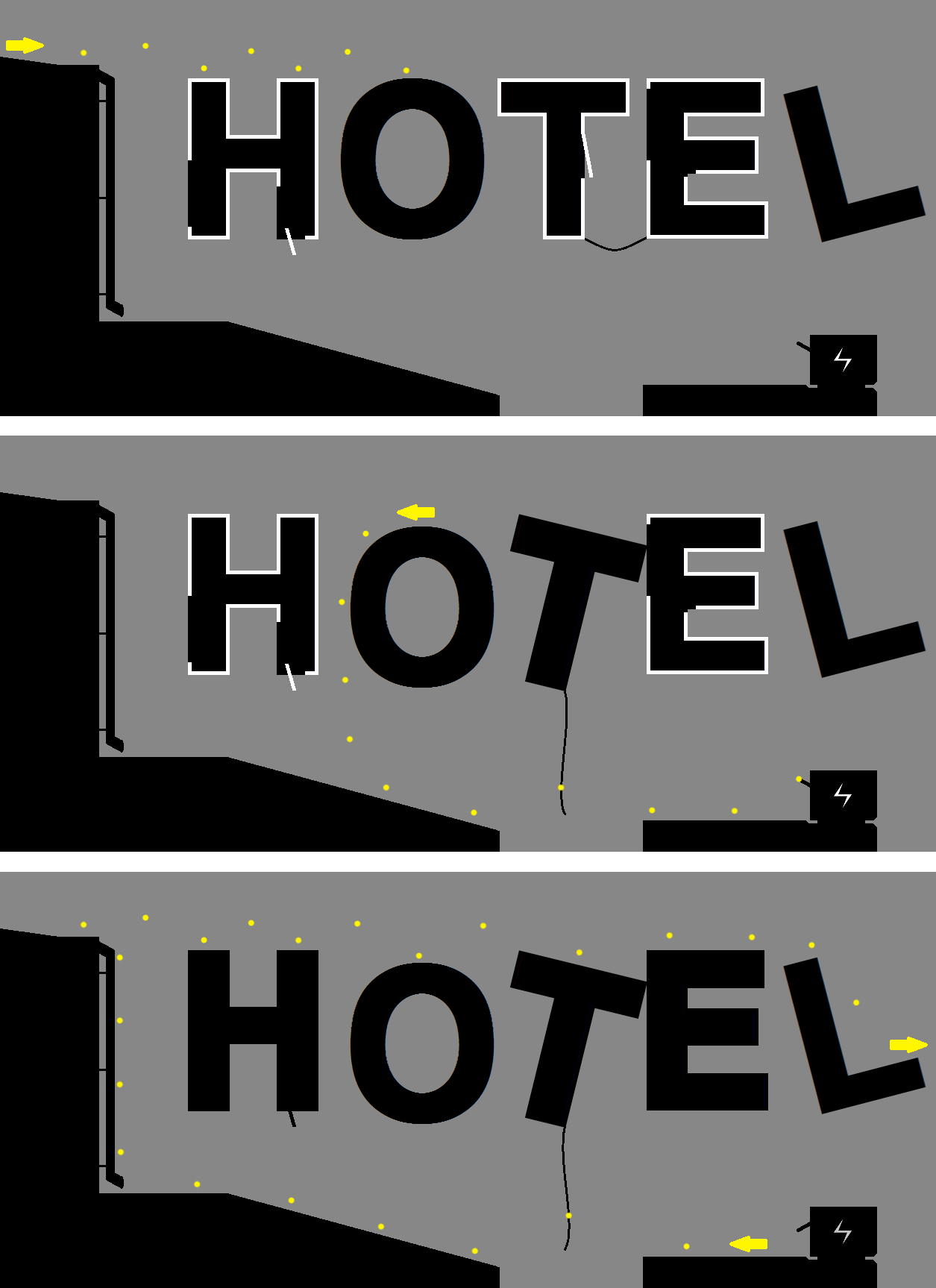
Ejemplo de resolución de otro puzle del juego.

Algunos conceptos de Limbo provinieron de anécdotas personales de Jensen, como el bosque que guarda similitudes con el arbolado cercano a la granja donde creció, o la araña que hace alusión a su aracnofobia. En el estilo artístico del juego, cuyo desarrollo estuvo a cargo de Morten Bramsen, influyeron películas del género film noir. La mayor parte del contenido surgió a partir de guiones gráficos, aunque hubo conceptos que conllevaron un nivel considerable de dificultad para el equipo, lo cual se hizo más evidente conforme avanzaba la producción. Por ejemplo, el encuentro con la araña originalmente habría de ocurrir hasta el final, pero se decidió moverlo al principio. Más tarde atribuyó esto último a la falta de supervisión durante las últimas fases de desarrollo. También quiso que el desenlace del juego fuera ambiguo y quedara sujeto a la interpretación del usuario.
Jensen persiguió tres objetivos durante la producción de Limbo. El primero tenía que ver con la creación de un estilo artístico y una atmósfera bien definidos. Para que el equipo canalizara sus esfuerzos prioritariamente en la mecánica de juego, planteó el uso de un estilo minimalista que no requiriera de gráficos tridimensionales detallados. Otra prioridad era proporcionar una mecánica de juego que resultara sencilla de comprender para el jugador, por lo que limitaron las habilidades del personaje a un par de movimientos básicos como saltar y sujetar objetos, en adición a su desplazamiento lateral. Finalmente se buscó que el jugador fuera conociendo el sistema de juego a medida que progresara, sin ayuda de ningún tutorial. Con tal de marcar un mayor énfasis en la noción de ambigüedad del juego, Playdead promovió el juego bajo el eslogan «Intentando conocer el destino de su hermana, un niño entra en lo desconocido».
La desarrolladora contrató a un animador específicamente a cargo de diseñar las distintas animaciones del protagonista, que incluían aquellas en las que el personaje se muestra expectante ante las decisiones del jugador. La inclusión de escenas violentas para mostrar la muerte del personaje habría de funcionar a manera de advertencia para el jugador, para que aprenda de sus errores y evite repetirlas. Si bien Carlsen era consciente de que habían diseñado el juego para que el usuario perdiera en múltiples ocasiones hasta encontrar la solución correcta a cada puzle, confesó que nunca fue su intención añadir penalizaciones por la cantidad de intentos realizados. En cambio, buscó que las escenas de muerte resultaran entretenidas para el jugador.
Durante los dos años y medio que duró la producción del juego se llevaron a cabo varias revisiones que incluyeron cambios solicitados de último momento por Jensen, poco antes del estreno. Patti reveló que, en cierto momento, tuvieron que desechar hasta un 70 % del contenido debido a su incompatibilidad con el contexto del juego. Ocho desarrolladores conformaron el equipo principal, aunque esta cifra se duplicó durante un período al incluir a personal independiente. Debido a que el equipo tuvo dificultades para crear las herramientas de diseño en Visual Studio, Patti comentó que habrían de buscar aplicaciones de terceros para el siguiente proyecto de Playdead. Cabe destacarse que el motor de juego de Limbo permite únicamente el uso de gráficos monocromáticos.

### Puzles
El equipo se esforzó por evitar que la mecánica de juego resultara redundante, lo cual a su parecer era un fallo recurrente en otros títulos de mayor presupuesto. Si bien Carlsen se había sumado a la producción como programador del motor de juego, Playdead lo designó como encargado del diseño de los puzles al identificar su habilidad para crear este tipo de elementos. Su trabajo consistió en adaptar los puzles al entorno visual de Limbo, y satisfacer las expectativas del jugador al solucionarlos, pero sin volverlos demasiado complejos. Debían funcionar como un sistema de prueba y error, de manera que el usuario reflexionara después de varios intentos sobre la solución correcta para poder avanzar.
Varios elementos fueron descartados para que la solución de ciertos puzles fuese «divertida y fácil de descifrar». La escasa información proporcionada al jugador representó otra problemática para el equipo durante el diseño: en una encuesta realizada a 150 probadores de videojuegos, varios no supieron cómo resolver algunos puzles de Limbo. Para solventarlo, se crearon escenarios exclusivamente para mostrarle al jugador las acciones a seguir para resolver los puzles de mayor complejidad. Por ejemplo, el principal reto en uno de los niveles consiste en jalar un objeto y utilizarlo como plataforma para alcanzar una superficie elevada. Esta acción vuelve a ser requerida en un nivel posterior del juego, aunque con mayor recurrencia y complejidad.

### Música
Martin Stig Andersen, graduado de la Academia Real de Música de Aarhus, compuso la banda sonora del juego a partir de su experiencia con la música acusmática, la cual resulta de la mezcla de sonidos que aparentemente no tienen un origen visible. Su interés en Limbo surgió al mirar el tráiler de Jensen, cuyos efectos visuales catalogó como «algo reconocible y realista, aunque al mismo tiempo abstracto». Desde el inicio tuvo en mente producir la música mediante efectos de sonido incorporados acorde a los sucesos del juego. Por ejemplo, para la secuencia en la que aparece el letrero de neón «HOTEL» utilizó ruidos eléctricos, mientras que en la escena donde la araña persigue al niño optó por silenciar el sonido del viento que se escucha previamente. También distorsionó algunos sonidos con la intención de que resultaran irreconocibles para el jugador, y que este pueda interpretarlos a su propia manera.
La mayoría de los sonidos resultaron de la unión de un cierto número de fragmentos en vez de secuencias largas, lo cual le permitió al compositor ajustar la reproducción de la música y evitar que esta sonara repetitiva. Si bien varios críticos coincidieron en que el juego carece de música, Andersen confesó que su objetivo era evocar emociones con la música acusmática, sujeta a la interpretación del jugador de manera similar a como ocurre con la trama del juego. En su opinión: «si [los jugadores] están asustados, probablemente los perturbe más que no haya música, en vez de llevarlos de la mano y decirles qué es lo que deben sentir». El lanzamiento de la banda sonora ocurrió el 11 de julio de 2011, en iTunes Store.
| Limbo soundtrack track listing |                 |          |  |
| N.º                            | Título          | Duración |  |
| 1.                             | «Menú»          | 3:10     |  |
| 2.                             | «Boys' Fort»    | 2:17     |  |
| 3.                             | «City»          | 3:38     |  |
| 4.                             | «Rotating Room» | 3:02     |  |
| 5.                             | «Sister»        | 3:21     |  |
| 6.                             | «Gravity Jump»  | 4:12     |  |

## Lanzamiento y recepción

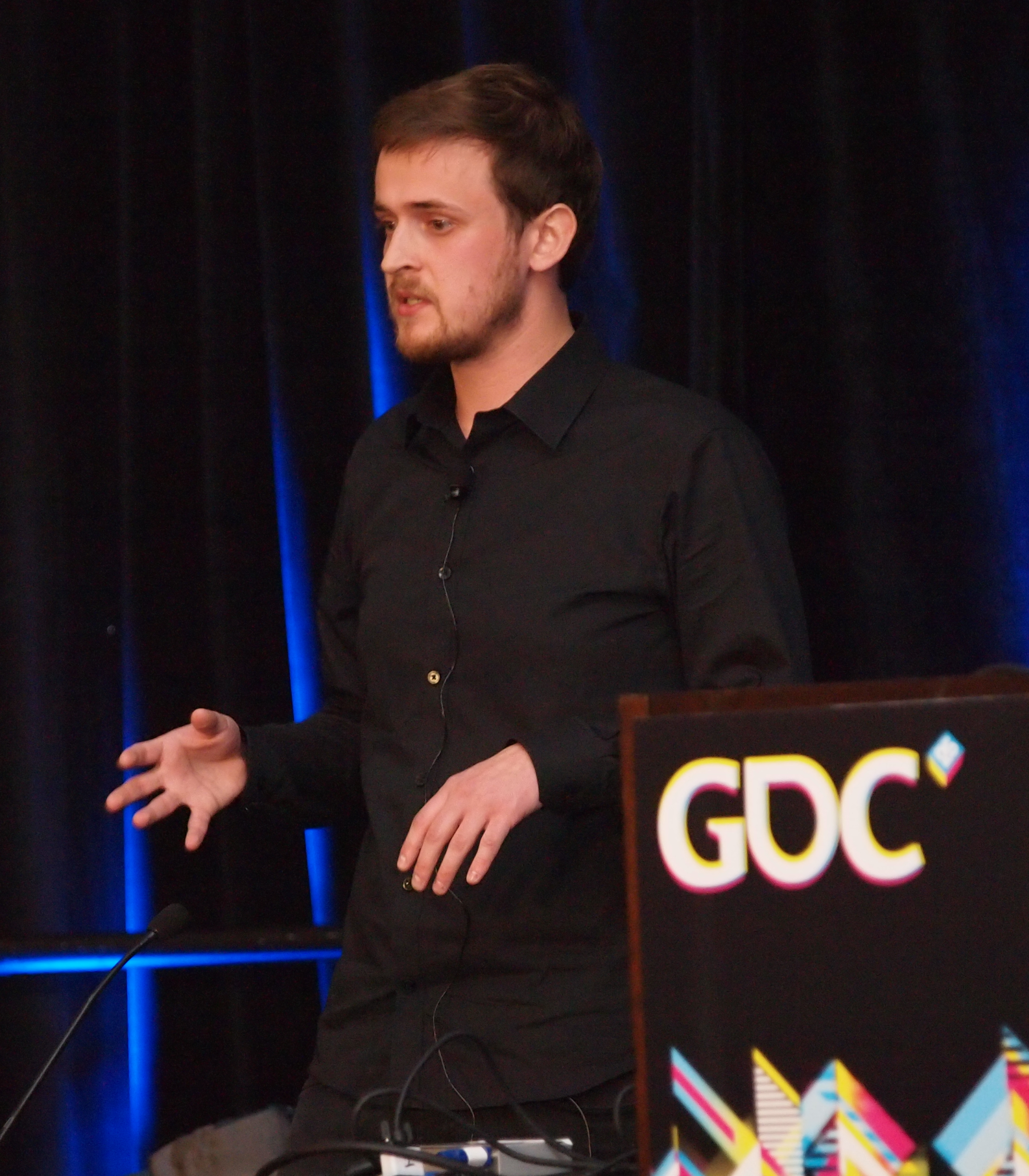
Jeppe Carlsen, jefe de diseño del videojuego, hablando sobre Limbo en GDC 2011.

Limbo salió a la venta el 21 de julio de 2010 en Xbox Live Arcade, siendo el primer título de la promoción anual «Summer of Arcade». Originalmente se pensaba que habría de estar disponible también para las plataformas PlayStation 3 y Microsoft Windows; sin embargo Playdead explicó que tal anuncio se había debido a un error de la ESRB. De acuerdo con el productor Mads Wibroe, el rechazo al lanzamiento inicial para Windows se debió a la mayor confiabilidad que tenía la consola de sobremesa respecto a la piratería. Además, consideraban que dicha distribución les garantizaba la recuperación de la inversión realizada durante su desarrollo. En abril de 2011 estuvo disponible para la consola Xbox 360.
Pese a su negativa a lanzar Limbo en otros sistemas de juego, Playdead anunció la producción de un par de versiones de Limbo para la PlayStation 3, por medio de la PlayStation Network, y para Microsoft Windows a través de Steam. Ambas adaptaciones, estrenadas a mediados de 2011, incluyeron contenido adicional. Más tarde, en diciembre de 2011, apareció una versión para Mac OS X, disponible a través de la Mac App Store. Estuvo disponible en Steam para el mismo sistema operativo hasta enero de 2012, mismo año en que apareció la adaptación para Linux. En julio de 2012 salió a la venta una copia física del juego, promovida como «edición especial», para Windows y Mac OS X, que incluyó tarjetas coleccionables, la banda sonora y unos lentes estereoscópicos de anaglifos que permiten visualizar dicha versión del juego con efectos tridimensionales. En 2013 fueron lanzadas las versiones para la portátil PlayStation Vita, en cuyo desarrollo participó Double Eleven; y para el sistema operativo iOS. A finales de 2014 comenzó a distribuirse una versión para la Xbox One, y al año siguiente ocurrió lo mismo para la consola PlayStation 4. En 2018 se lanzó una versión para la plataforma Nintendo Switch.

### Crítica
Limbo es considerado un «videojuego artístico» debido a sus efectos visuales y sonoros, así como el primer intento en la industria por combinar los géneros de terror y de plataformas. De acuerdo con el sitio web mexicano Atomix.vg: «tal como su nombre lo indica, es uno de los juegos más macabros que he jugado en mi vida, mi reacción ante muchas de las situaciones presentadas, fueron escalofríos y comezón, solo basta jugar unos minutos para darte cuenta de la maestría que tienen estos muchachos [de Playdead] para contar historias sin una sola palabra». Tanto la versión original para Xbox360 como las de Playstation 3 y Microsoft Windows obtuvieron mayormente buenas críticas tras su lanzamiento. Medios como GameSpy, MTV, CinemaBlend, G4 TV y Toronto Sun lo compararon con los juegos de plataformas Another World, Flashback: The Quest for Identity, Heart of Darkness, Oddworld: Abe's Oddysee, Ico, Portal y Braid. La relación entre duración y precio fue uno de los temas más controvertidos: si bien Gamasutra, The Daily Telegraph e IGN coincidieron en que la duración es idónea, otros como Eurogamer y GameSpot criticaron su corta extensión en contraste con el precio inicial de 15 euros/dólares, que a su parecer habría de tener «un efecto disuasorio en clientes potenciales». Al respecto, varias desarrolladoras independientes cuestionaron aquellas reseñas que enfatizaban la corta duración del juego, cuando «esto no ocurre en otras formas de entretenimiento, como las películas».
Algunos como Roger Hargreaves, de Metro.co.uk, se mostraron críticos ante la ausencia de narrativa, pues «existe poca evidencia de que [Playdead] realmente sabía a dónde quería dirigirse con el juego» al resaltar que en la segunda mitad la mecánica se vuelve más típica del género de plataformas bidimensional, conduciendo a un final anticlimático. En cuanto al apartado visual, Cian Hassett, de PALGN, valoró positivamente el efecto de proyector de cine antiguo al señalar que «[produce] uno de los más hermosos e inquietantes escenarios» en la industria de los videojuegos. Otro aspecto visual destacado por la crítica fue el uso de siluetas o sombras con tal de no mostrar la verdadera apariencia de los personajes, o la aparición de figuras humanas en la lejanía. El sitio web IGN opinó que «hay muy pocos juegos que son tan originales, atmosféricos y consistentemente brillantes como Limbo», de forma similar a la evaluación de The Globe and Mail, que lo describió como «intensamente tenebroso, extrañamente hermoso, y paralizantemente estético». La revista española Hobby Consolas destacó la manera en que el juego «consigue atraernos gracias a una mecánica “plataformera” en 2D, inspirada en algunos de los clásicos de la historia de los videojuegos, y que después nos enamora sin remedo gracias a una dirección artística oscura, tétrica… impecable, pero —sobre todo— incapaz de dejar a nadie indiferente». En su reseña, la revista Edge opinó que los efectos de sonido generados por el movimiento del niño «poseen una claridad espeluznante sin la presencia de una banda sonora convencional que los acompañe».
La crítica elogió la sencillez en el uso del mando, así como el diseño de los puzles. Jake Gaskill, del canal televisivo G4 TV se mostró impresionado con la complejidad de los puzles en contraste a los movimientos simples y limitados del personaje. En ese aspecto lo comparó con LittleBigPlanet al poseer una variedad de elementos que hacen que «siempre estés frente a algo nuevo y desafiante». Matt Miller, de Game Informer, argumentó que el éxito de Limbo se debía a que «cada uno de los puzles es único», de forma que con su variedad evitan que el usuario se acostumbre a la mecánica de juego puesto que «todo cambia». Ryan Scott, de GameSpy, destacó el hecho de que la mecánica de juego obliga a los jugadores a encontrar la solución a los puzles por sí mismos, «con su elegante sencillez, ofrece un mundo lleno de posibilidades». También se valoró de forma positiva el diseño a manera de «prueba y muerte» ya que permite que el jugador aprenda cómo resolver cada obstáculo sin representar una distracción. Pese a lo anterior Will Freeman, de The Guardian, resaltó la «falta de una mecánica de juego innovadora» pese a su estilo visual, algo que a su parecer sí está presente en otros juegos de plataformas.

### Comercial
En sus primeras dos semanas de lanzamiento en Xbox Live Arcade, Limbo atrajo a más de 244 000 jugadores a las tablas de clasificación globales —un parámetro usado para calcular las ventas de un videojuego—, en un hecho catalogado como «una hazaña increíblemente impresionante» en comparación a otros juegos de Xbox Live Arcade, de acuerdo con un análisis realizado por Ryan Langley, de GamerBytes. Al cumplirse un mes de su estreno, se habían vendido más de 300 000 copias del título, y para agosto de 2010 el número de usuarios en las tablas de clasificación globales se incrementó a 371 000, una cifra cercana a la de Braid. Langley estimaba que las ventas habrían de disminuir «debido a la carencia de contenido repetible, y por ser una experiencia exclusiva de un solo jugador», sin embargo admitió que su éxito había «superado las expectativas de todos». Phil Spencer, vicepresidente de Microsoft Game Studios, reveló en septiembre de ese año que el juego era «su número uno de Summer of Arcade por un amplio margen». Al término del año era el tercer videojuego con mayores ventas de Xbox Live Arcade, con 527 000 copias comercializadas, traducido en ganancias por 7,5 millones de dólares. En marzo de 2011 Microsoft lo ubicó como el 11° juego con mayores ventas de Xbox Live, sumado al anuncio de Playdead en donde dio a conocer que más de dos millones de usuarios de Xbox 360 habían jugado Limbo en su primer año de distribución.
Hasta noviembre de 2011 se habían vendido más de un millón de copias del juego de forma conjunta en sus versiones para Xbox 360, PlayStation 3 y Windows. Dos años después, y antes de su estreno para iOS, la cifra ya excedía los tres millones de copias vendidas. Ese mismo año la versión para PlayStation 3 fue la más descargada entre los juegos desarrollados por empresas third-party en PlayStation Network, además de ayudar a que el juego fuera catalogado como el «mejor juego independiente» de los premios PSN Gamers' Choice de 2012. A su vez la adaptación para Mac OS X fue reconocida en 2012 en los Apple Design Awards de Apple.
Las solicitudes para subsidios en el Nordic Game Program se incrementaron hasta 50 % en la segunda mitad de 2010, lo cual se atribuyó al éxito de Limbo. Con las ganancias obtenidas con el juego, los fundadores de Playdead pudieron adquirir nuevamente la empresa, en manos de sus inversionistas. En junio de 2016 se estrenó Inside, cuyo diseño y mecánica de juego guarda similitudes con Limbo e incluye algunos elementos descartados durante su desarrollo.

### Premios

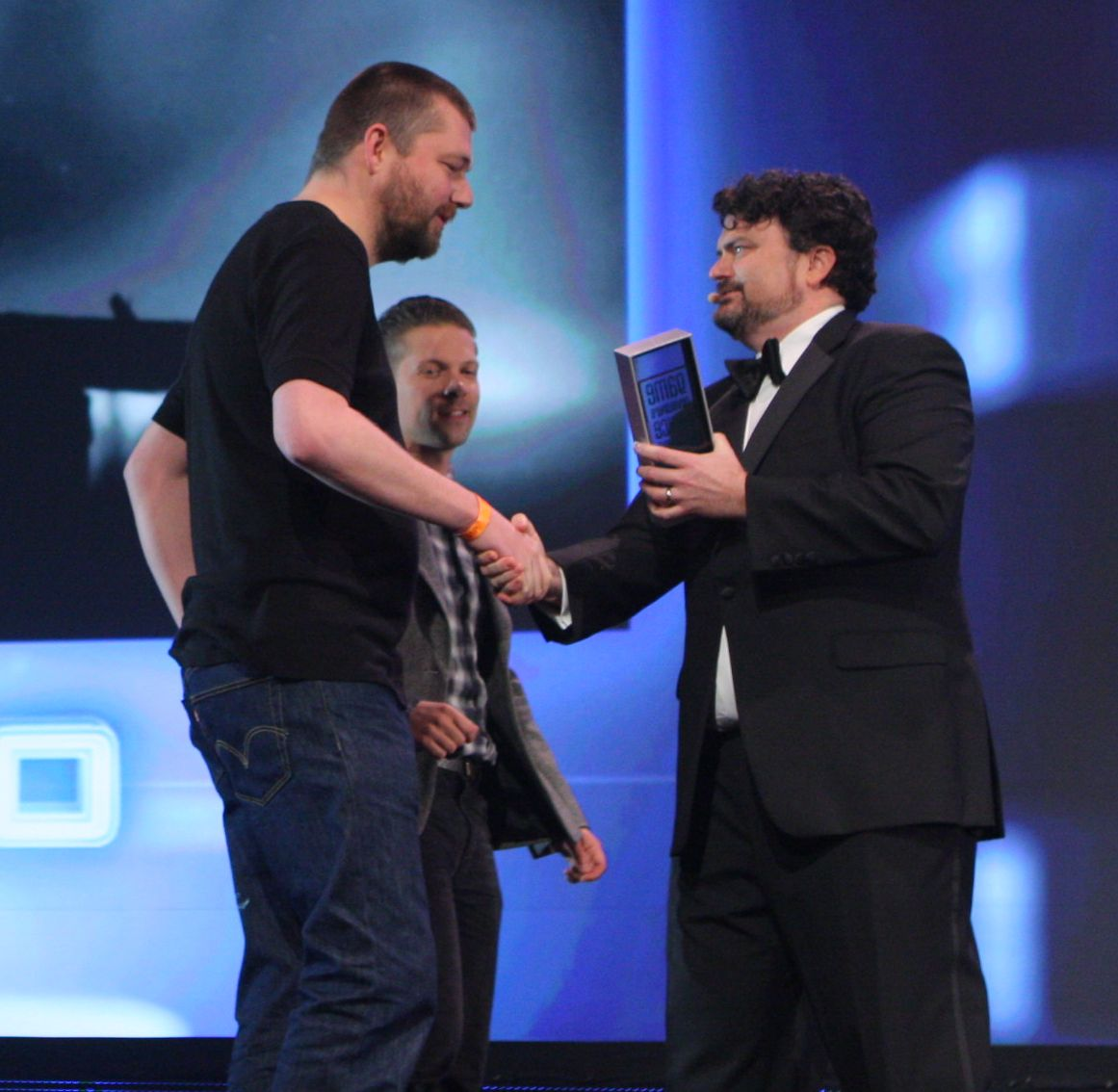
Recibimiento del premio Hall D North Awards en 2011

Antes de su lanzamiento, Limbo fue reconocido en los apartados de «Excelencia técnica» y «Excelencia en las artes visuales» del Independent Games Festival, celebrado durante la Game Developers Conference de 2010. En la E3 2010, un mes antes de su estreno, GameSpot lo distinguió como el «mejor juego descargable» de ese año, además de resultar nominado para varios otros reconocimientos que incluyeron «Mejor juego de plataformas» por IGN, «Juego más original» por G4 TV y «Mejor juego de puzles» por GameSpot. Obtuvo igualmente un galardón por sus efectos de sonido en el festival IndieCade de 2010, destinado a desarrolladores independientes.
A partir de su estreno, se le reconoció con las categorías de «Juego del año», «Mejor juego independiente» y «Mejor arte visual» de los premios European Milthon Awards de 2010, durante el Paris Game Show. Game Informer lo catalogó como «Juego del mes» en agosto del mismo año, además de hacerse acreedor al premio «Mejor juego independiente» de los Spike Video Game Awards. Obtuvo también la mayor cantidad de nominaciones en los Game Developers Choice Awards, aunque solo fue reconocido en la categoría de «Mejor arte visual». Otros reconocimientos y distinciones incluyeron el nombramiento como «Mejor juego de aventuras del año» y «Logro destacado en diseño de sonido» de los Interactive Achievement Awards concedidos por la Academy of Interactive Arts & Sciences; una nominación como «Logro destacado en dirección de juego» e «Innovación destacada en videojuegos»; un galardón en los Indie Game Challenge que vino acompañado de un estímulo de 100 000 USD; la distinción como «Mejor juego animado» en los premios Annie; así como varias nominaciones en diversos apartados, incluido el de «Juego del año», en los premios BAFTA de videojuegos. Varias publicaciones lo incluyeron en sus listados de «Mejores videojuegos de 2010», incluyendo Time y Wired. De manera similar, IGN lo eligió como el tercer mejor juego de Xbox Live Arcade de todos los tiempos.